# Конституційне подання
Конституційне подання — це одна із форм звернення до Конституційного Суду України, що є письмовим клопотанням у визначеній законом формі про визнання неконституційним правового акта певного органу влади або щодо необхідності офіційного тлумачення Конституції України.
Розгляд конституційного подання здійснюється Конституційним Судом України в порядку конституційного судочинства. Іншими формами звернення до Конституційного Суду України є конституційне звернення та конституційна скарга.

## Суб'єкти конституційного подання
Відповідно до Конституції України суб’єктами права на конституційне подання є:
- Президент України,
- щонайменше сорок п’ять народних депутатів України,
- Верховний Суд,
- Уповноважений Верховної Ради України з прав людини,
- Верховна Рада Автономної Республіки Крим.

## Предмет конституційного подання
Конституційним поданням є подане до Суду письмове клопотання щодо:
1) визнання акта (його окремих положень) неконституційним;
2) офіційного тлумачення Конституції України.
Актами, які можуть бути предметом розгляду щодо відповідності Конституції України, є:
- закони та інші правові акти Верховної Ради України,
- акти Президента України,
- акти Кабінету Міністрів України
- правові акти Верховної Ради Автономної Республіки Крим.

Акти інших органів державної виконавчої влади можуть бути оскаржені в порядку адміністративного судочинства відповідно до законодавства.
Підставою для конституційного подання щодо офіційного тлумачення Конституції України є визнана практична необхідність у з'ясуванні або роз'ясненні, офіційній інтерпретації її положень.
З 2016 року Конституційний суд України втратив право офіційного тлумачення законів України.

## Розгляд конституційного подання
Ухвалу про відкриття конституційного провадження у справі за конституційним поданням, конституційним зверненням постановляє Колегія або Велика палата — у разі незгоди з ухвалою Колегії про відмову у відкритті конституційного провадження у справі.
За результатами розгляду конституційного подання Конституційний суд України у складі Великої палати ухвалює Рішення Суду.

## Нормативно-правові джерела
- Конституція України [Архівовано 25 березня 2022 у Wayback Machine.]
- Закон України «Про Конституційний Суд України» [Архівовано 2 вересня 2018 у Wayback Machine.]